# Pedro de San José de Betancur
Pedro de San José Betancur (Vilaflor, Tenerife, Imperio Español, 21 de marzo de 1626 - Santiago de los Caballeros, Capitanía General de Guatemala, Imperio Español, 25 de abril de 1667), más popularmente conocido como el hermano Pedro, 
santo hermano Pedro o san Pedro de Vilaflor, fue un religioso terciario franciscano y misionero español, fundador de la Orden de los Betlemitas.
Fue el fundador del primer hospital de convalecientes y de la primera escuela popular para niños y adultos en la que, en el marco de la América hispana del siglo XVII, no se hacía acepción de personas por su raza o sexo: podían asistir por igual niños y niñas, blancos, indígenas, negros y mestizos. Además fue el iniciador de un movimiento de hospitalidad para forasteros, sacerdotes y estudiantes.
Se lo describió como una personalidad dotada de observación, con gran facilidad para comunicarse con todo tipo de personas, disciplinado consigo mismo y compasivo con los demás. Utilizó métodos eficaces y en cierto grado innovadores en la enseñanza (premios, refuerzos, coplillas, cantos), en tanto que introdujo el concepto de convalecencia en el campo de la sanidad.
Fue beatificado en 1980 en la Basílica de San Pedro del Vaticano y canonizado en la Ciudad de Guatemala por el papa Juan Pablo II en 2002. Es el primer santo nativo de las Islas Canarias. También se lo considera como el primer santo de Guatemala y de Centroamérica por haber realizado su obra misionera en esas tierras americanas. Debido a su labor misionera y pastoral, y por ser uno de los introductores del belenismo en el Nuevo Mundo, es popularmente conocido como el «san Francisco de Asís de las Américas». Además es considerado el evangelizador de Guatemala. El historiador David Vela, biógrafo del santo, le atribuyó los títulos de «doctor en la humildad» y «sabio en la misericordia». También es conocido como «el hombre que fue caridad».
Es considerado una de las figuras más universales de la Historia de Canarias, siendo también una figura clave en la de Guatemala. Realizó una gran labor social comparable a la realizada siglos después por la Madre Teresa en Calcuta, atendiendo a los más desamparados y necesitados. El hermano Pedro es popularmente aclamado como "Compatrono de facto de Canarias y Guatemala".

## Biografía

### Nacimiento y primeros años
Nació en Vilaflor, en la isla de Tenerife (España), el 21 de marzo de 1626. Tuvo cuatro hermanos: Mateo, Pablo de Jesús, Catalina y Lucía. Sus padres se llamaban Amador González y Ana García. De ellos, Mateo se trasladó a América, posiblemente a Ecuador; Pablo de Jesús se trasladó a La Orotava, muriendo a avanzada edad; Catalina, la hermana mayor, se casó y vivió en Garachico, hasta su muerte; y Lucía, la menor, se hizo monja.
El origen de la familia se remonta a Don Jean IV de Béthencourt, quién dio inicio a la conquista de las Islas Canarias en 1401. Aunque más directamente, Pedro de Betancur era descendiente de guanches y canarios (antiguos aborígenes de las islas de Tenerife y Gran Canaria respectivamente) y repobladores castellanos en el Tenerife del siglo XVI. El apellido Betancur era originalmente Bethancourt, de origen normando, sufriendo cambios a Bethancur, Betancurt, Bethancuourt y Betancur. Este apellido, en varias de sus diferentes modalidades, se encuentra en otros países de América, por ejemplo Cuba, Colombia, Argentina y Guatemala, pero se desconoce si son del mismo origen familiar.

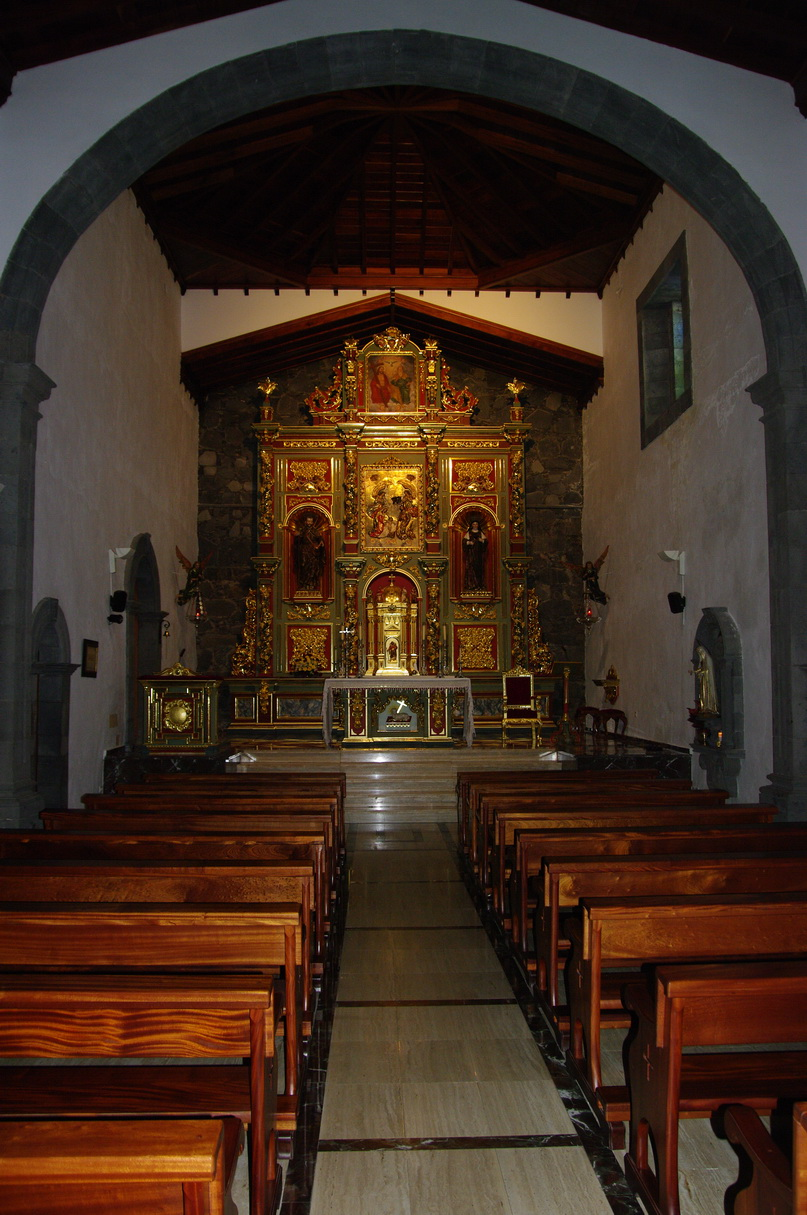
Santuario del santo hermano Pedro en Vilaflor (Tenerife), construido sobre la casa natal del santo.

La niñez de Pedro transcurrió en la bella campiña de Vilaflor, tranquila y alejada del mundo. Era un niño modesto, callado, tal vez un poco retraído, pero de constitución fuerte por sus trabajos en el campo. Desde muy pequeño tuvo predilección por las cosas de Dios, orando todo el tiempo, incluso cuando estaba en el campo cuidando del rebaño de cabras de su padre.
La familia Betancur no poseía dinero, eran de abolengo pero de pocos recursos. Su padre tenía tierras y cabras, que perdió en manos de un usurero, habiendo aceptado que Pedro, entonces de 12 años, entrada al servicio de tal persona como condición para recuperarlas. Varios años estuvo Pedro en esta condición, que desempeñó con toda humildad y fidelidad.
De su vida en Tenerife existen algunos datos anécdoticos, como su permanencia en la famosa cueva que lleva su nombre, situada en El Médano en el sur de la isla, que utilizaba Pedro tanto como refugio con su ganado durante el invierno, como lugar de oración e incluso como escondite para resguardarse de una razia pirata, tan abundantes en las costas canarias en aquella época. 
A los 23 años abandonó su tierra natal, se embarcó hacia América saliendo desde el puerto de Santa Cruz de Tenerife. Se cree que Pedro, antes de salir de Tenerife, oró en la Iglesia de San Francisco de Asís de Santa Cruz de Tenerife, en razón a que esta era la iglesia del puerto de la ciudad y era frecuentada por los que iban a viajar a América, pues rezaban en ella antes de partir. Posteriormente, Pedro llegó a La Habana en Cuba en donde estuvo acogido por más de un año en la casa de un clérigo natural de Tenerife. Al año siguiente, embarcó hacia Honduras, y de ahí se trasladó a Guatemala.

### En Guatemala
Apenas desembarcar en Guatemala sufrió una grave enfermedad, durante la cual tuvo la primera oportunidad de estar con los más pobres y desheredados. Tras su recuperación inició estudios eclesiásticos en el Colegio de San Lucas de la Compañía de Jesús pero (una vez adquirida una formación básica) acabó profesando como terciario franciscano en el Convento de San Francisco en la Antigua Guatemala, donde tuvo como maestro de novicios a fray Fernando Espino, criollo natural de Nueva Segovia, quien luego fue prior y provincial de la Provincia del Santísimo Nombre de Jesús desde el 21 de enero de 1673.
Fundó centros de acogida para pobres, indígenas y vagabundos. Otros terciarios lo imitaron, y fundó la Orden de los Hermanos de Nuestra Señora de Bethlehem en 1656, con el fin de servir a los pobres. El santo hermano Pedro escribió algunas obras, entre ellas: Instrucción al hermano De la Cruz, Corona de la Pasión de Jesucristo nuestro bien o Reglas de la Confraternidad de los Betlemitas.
El santo atendió a pobres, enfermos, huérfanos y moribundos, y fue un precursor de los Derechos Humanos. Asimismo, este santo tinerfeño es uno de los principales introductores del Belenismo, en las nuevas tierras americanas descubiertas por los españoles. Por otro lado, Pedro de San José Betancur fue el primer alfabetizador de América y la Orden de los Betlemitas, a su vez fue la primera orden religiosa nacida en el continente americano. El Hermano Pedro fue un hombre adelantado a su tiempo, tanto en sus métodos para enseñar a leer y escribir a los analfabetos como en el trato dado a los enfermos (fundó el primer Hospital de convalecientes en América).
Entre otras facetas de su vida, destacan su defensa de la Inmaculada Concepción dos siglos antes de la declaración de dicho dogma, su devoción por las ánimas del Purgatorio y sus penitencias.
Uno de sus mayores deseos fue el volver a su tierra y hacer una peregrinación al Santuario de la Virgen de Candelaria por la que sentía una gran devoción desde su infancia y que de hecho es la patrona de las Islas Canarias. Sin embargo, el hermano Pedro no vería cumplido su deseo debido a su muerte repentina.

### Muerte y proceso de canonización

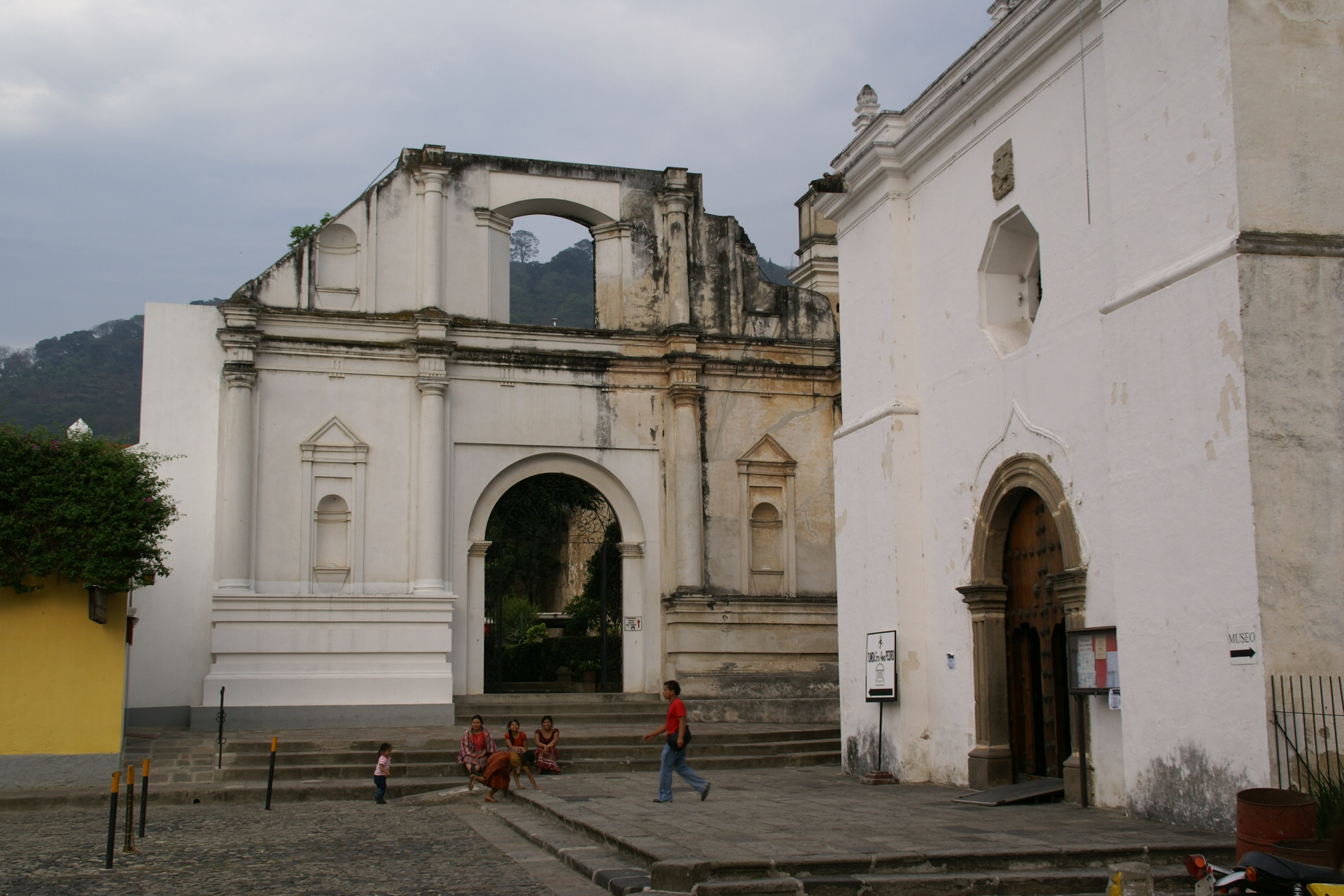
Iglesia de San Francisco en La Antigua Guatemala.

Murió el 25 de abril de 1667, apenas a los 41 años de edad. Sus restos se encuentran en la Iglesia de San Francisco en la Antigua Guatemala donde es visitado por miles de fieles todos los años. El 2 de mayo de ese año llega a Guatemala la Real Cédula, que doña Mariana de Austria, reina gobernadora, regente de Don Carlos II, había expedido el 10 de noviembre de 1666 otorgando la autorización para la fundación del Hospital de Belén.
El proceso para la canonización del santo hermano Pedro de Betancur llevó aproximadamente 350 años. El proceso se inicia formalmente en 1698, aunque se venía recopilando información sobre la vida, muerte y virtudes del hermano Pedro desde un año después de su muerte.
El papa Clemente XIV lo declaró Venerable, el 25 de julio de 1771.
Sin embargo, la supresión de la rama masculina de la Orden Betlemita, en 1820, la falta de dinero y la ausencia de milagros testificados por médicos y testigos presenciales hicieron que la causa se detuviera por mucho tiempo, siendo reactivada completamente en la década de los años 60 del siglo pasado.
En 1974, se presenta al papa Pablo VI la solicitud para que beatificara a cinco venerables, entre ellos al hermano Pedro, en vía excepcional por "fama miraculorum". Cuatro años más tarde, Juan Pablo I se declaró de acuerdo con el modus procedendi de la causa, indicado por Pablo VI. Igualmente Juan Pablo II declaró favorable las disposiciones de sus predecesores y, el 22 de junio de 1980, beatificó al hermano Pedro, en procedimiento extraordinario celebrado en la Basílica de San Pedro del Vaticano. En este acto, también fue beatificado san José de Anchieta (llamado el "apóstol de Brasil"), quién al igual que el hermano Pedro también era natural de la isla de Tenerife. El hermano Pedro y el padre Anchieta a su vez, se convirtieron en los primeros canarios en ser beatificados.
La proclamación del hermano Pedro como santo fue sustentada por la milagrosa curación de un niño que precisamente era oriundo de Vilaflor en Tenerife. Este niño tenía un linfoma intestinal, una monja betlemita italiana le llevó una reliquia del beato y se la pasó por el vientre, al poco tiempo el niño sanó siendo tomado como un milagro. Debido a este hecho, entre 1988 y 1996, se instruyó en la Diócesis de San Cristóbal de La Laguna (diócesis a la que pertenece la isla de Tenerife) el proceso sobre el milagro para solicitar la canonización del entonces beato hermano Pedro.
Finalmente, el papa Juan Pablo II canoniza al hermano Pedro el 30 de julio de 2002 en la Ciudad de Guatemala, durante su tercera visita al país centroamericano. Este viaje apóstolico también incluyó Canadá y México, país este último donde canonizó a Juan Diego Cuauhtlatoatzin, vidente de las apariciones de la Virgen de Guadalupe en 1531. De esta manera el hermano Pedro se convirtió en el primer santo nativo de las Islas Canarias. Debido a que realizó su labor misionera y pastoral en tierras americanas, es considerado también como el primer santo de Guatemala y el primer santo de Centroamérica.
La canonización del hermano Pedro produjo el hermanamiento en 2002, de las ciudades de Santa Cruz de Tenerife (capital de la isla de Tenerife y cocapital de las Islas Canarias) y Ciudad de Guatemala (capital de Guatemala). Por su parte, en 2023 se hermanaron también los municipios de Vilaflor de Chasna y La Antigua Guatemala.

### Tumba

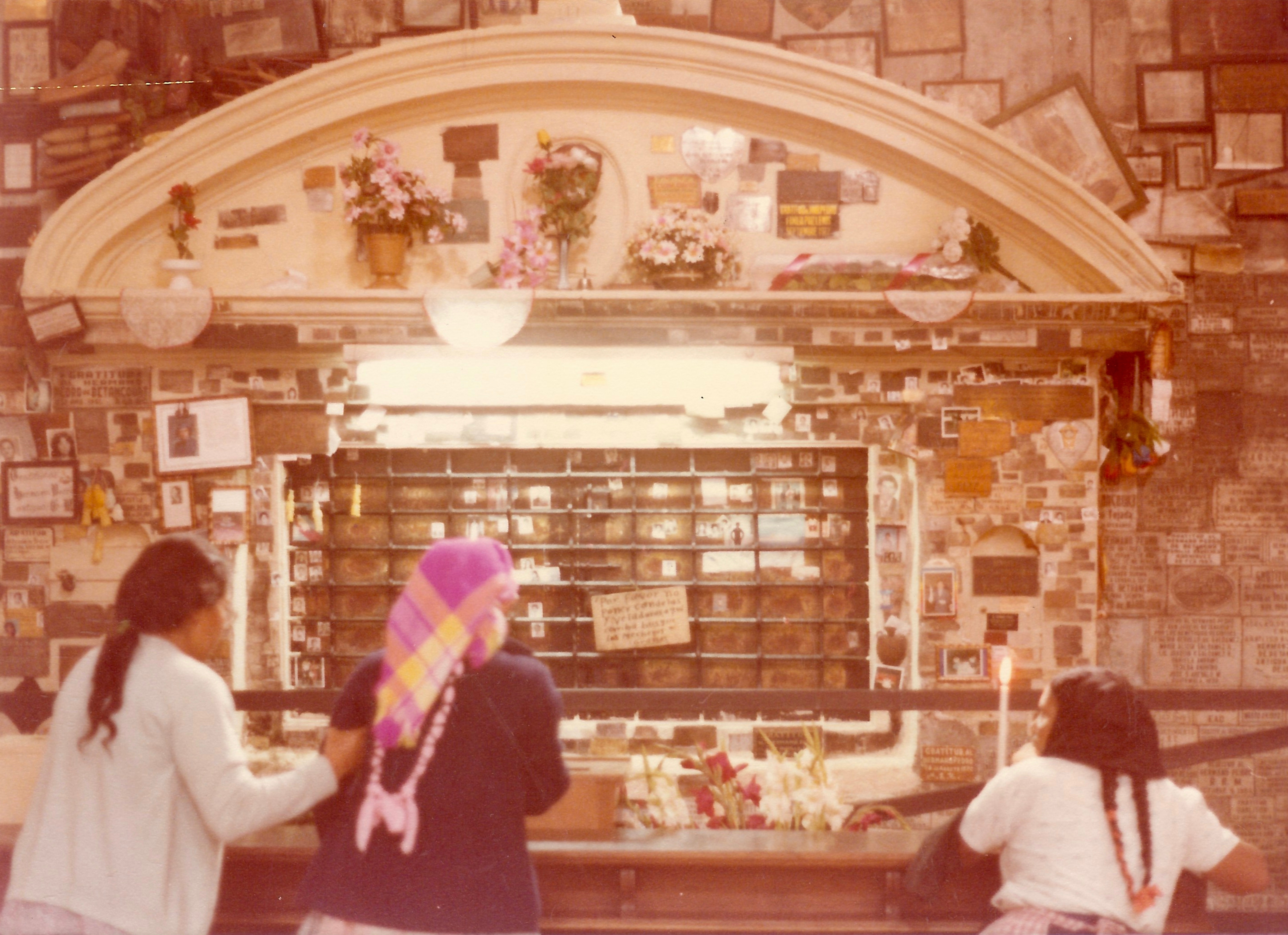
Tumba del hermano Pedro en Guatemala.

El santo estuvo sepultado en la iglesia de San Francisco en la Antigua Guatemala desde su muerte, acaecida el 25 de abril de 1667, pero en diferentes ubicaciones:
- 1667-1684: sacristía antigua
- 1684-1692: transeto sur
- 1703-1817: alacena inmediata al altar mayor, pared sur
- 1817-1990: capilla de la Tercera Orden
- 1990-actualidad: capilla Vera Cruz (remodelada para el efecto con tallas de José Nicolás).

Por la presencia de los restos mortales del Hermano Pedro, la iglesia de San Francisco fue elevada a la calidad de santuario arquidiocesano por el arzobispo de Guatemala, cardenal Rodolfo Quezada Toruño, el 30 de julio de 2003.

## Principales santuarios en su honor

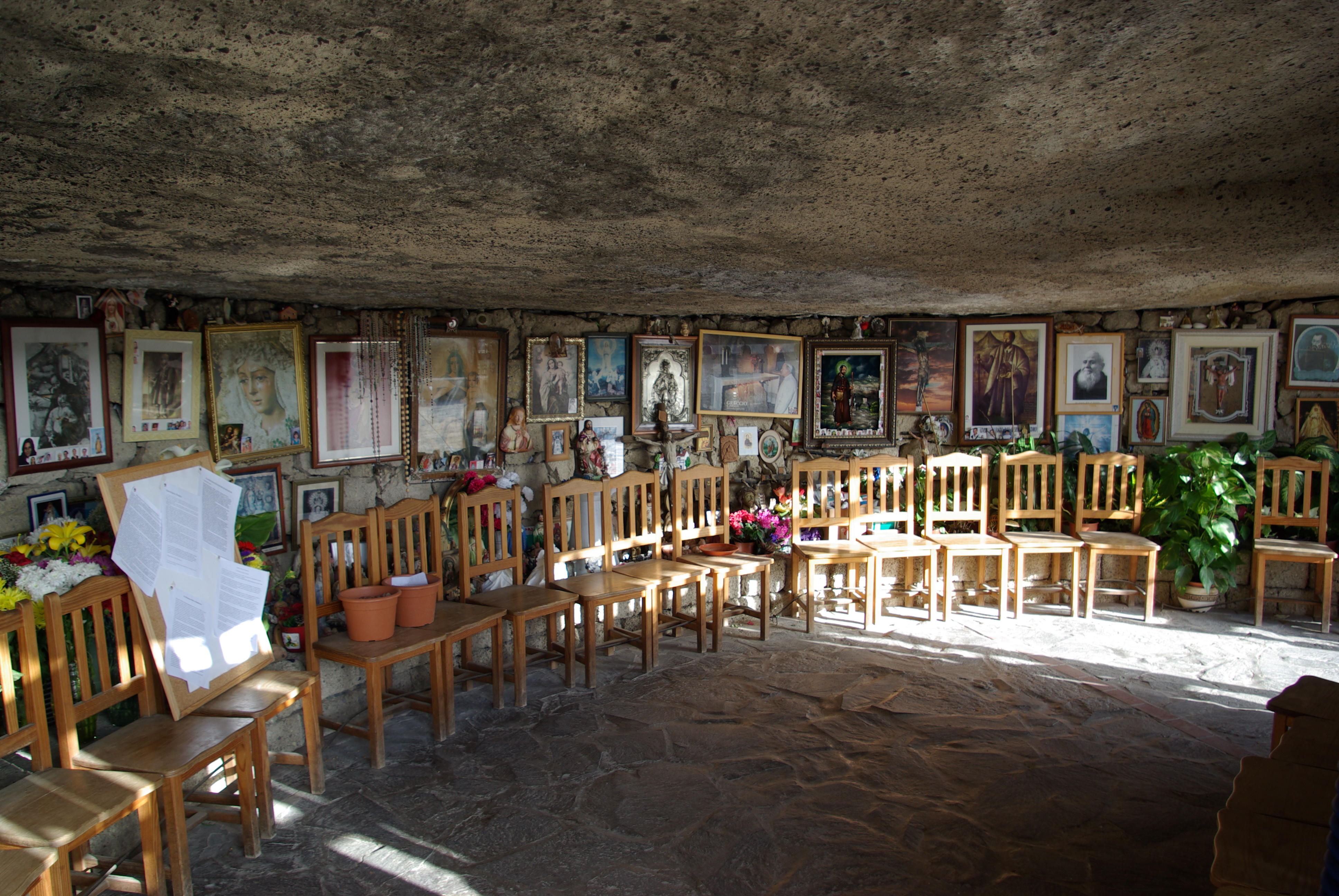
Cueva del Santo Hermano Pedro, lugar en donde el santo se paraba a descansar con su rebaño en invierno. La cueva es un lugar de peregrinación y se encuentra a las afueras de El Médano al sur de Tenerife.

Aunque existen varios templos consagrados a su nombre en diversos lugares, sobre todo en Canarias y Guatemala, hay sin embargo, cuatro importantes santuarios que están directamente relacionados con su vida y obras y que son templos de peregrinación en donde se le tributa gran culto:
- Santuario del Santo Hermano Pedro: está ubicado en Vilaflor (Tenerife) y está edificado en el lugar en donde nació y vivió la primera parte de su vida.

- Cueva del Santo Hermano Pedro: en el municipio sureño de Granadilla de Abona en Tenerife, cerca de la costa, lugar en donde vivía el Santo cuando era joven mientras pastaba con su rebaño en invierno.

- Santuario de San Francisco el Grande: en La Antigua Guatemala, lugar donde reposan sus restos mortales.

- Ermita del Calvario: situada en La Antigua Guatemala, es el lugar donde se encuentra el Árbol de Esquisuchil, también llamado árbol del Hermano Pedro.

## Rutas tradicionales dedicadas al santo

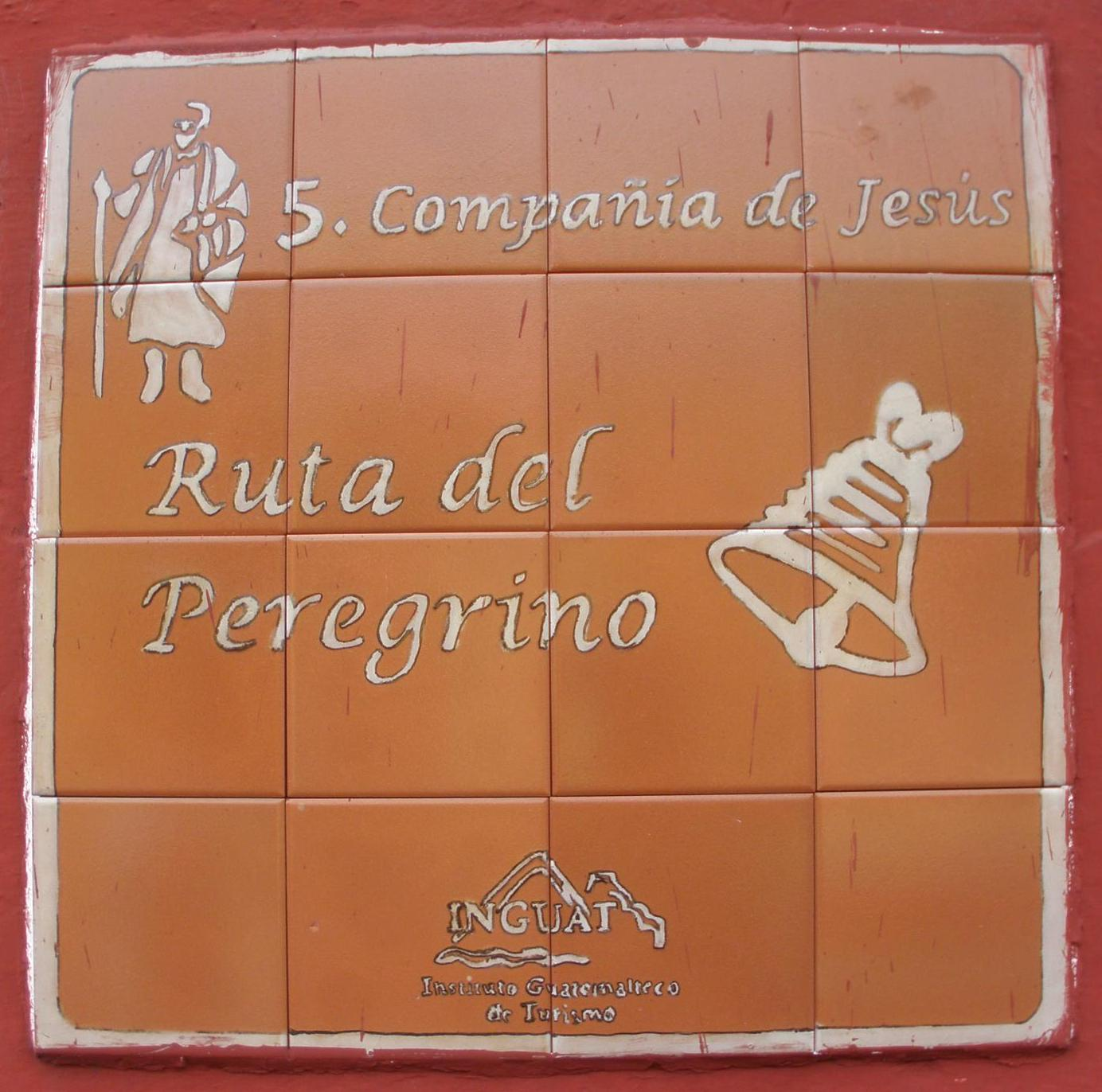
Ruta del Peregrino: etapa de la Ruta del Hermano Pedro, correspondiente al Colegio Compañía de Jesús en La Antigua Guatemala.

### Ruta del Hermano Pedro
Ruta turística conmemorativa de la canonización del santo hermano Pedro de San José de Betancourt, que permite realizar un recorrido de los monumentos de La Antigua Guatemala, sitio Patrimonio de la Humanidad, a través de la vida y obra del Hermano Pedro: «Recorrer los lugares en los que anduvo el santo hermano Pedro y conocer su legado como las obras sociales, es parte del aprendizaje de la peregrinación. La Ruta del Peregrino permite que uno experimente una forma diferente de conocer la Antigua Guatemala». La "Ruta del Peregrino" incluye visitas a los telares de Pedro Armengol, al monumento al Hermano Pedro y el Arco del Matasanos, Hospital Real de Santiago, Templo de Nuestra Señora de la Merced y al monumento y convento de la Compañía de Jesús.

### Camino del Hermano Pedro
Por su parte, en la isla de Tenerife existe el Camino del Hermano Pedro, que es una ruta pastoril que el santo recorría para trasladarse con su rebaño a lo largo de la comarca de Chasna. Esta ruta parte desde la Iglesia de San Pedro Apóstol en Vilaflor (situada junto al Santuario del Santo Hermano Pedro, lugar en donde nació) hasta la cueva del Santo en El Médano. La del Hermano Pedro, está considerada como una de las rutas de peregrinación más importantes de Canarias. Actualmente durante la festividad del santo hermano Pedro en abril, cientos de peregrinos recorren esta ruta que tiene un gran interés religioso-histórico. Recientemente esta ruta ha sido promocionada en la Red de Rutas Religiosas de Europa.

### Ruta Nocturna al Ere del Hermano Pedro
En Tenerife, en el mes de septiembre se celebra también en los alrededores de la cueva del santo la Ruta nocturna al ere del hermano Pedro. Se trata de una ruta teatralizada que parte desde El Médano por la ruta que el santo utilizaba para dar de beber a su ganado en un abrevadero natural en el fondo de un barranco.

## Santo Hermano Pedro y la identidad canaria
La figura de San Pedro de Betancur ha venido siendo considerada como un símbolo identitario de la cultura canaria. El Hermano Pedro aparece en muchas historias de la tradición oral, especialmente, las vinculadas a su actividad pastoril y mística en su cueva ubicada en la comarca de Chasna en el sur de Tenerife. A estas tradiciones se les ha ido dando nuevas capas de significado a lo largo del tiempo y al mismo tiempo se han vinculado a la identidad canaria. La resonancia simbólica de la figura del Santo Hermano Pedro de Betancur es compleja y multifacética, y se extiende desde el ser una de las figuras más universales de Canarias, a su condición de primer santo nativo del archipiélago.
En algunas representaciones, el santo es simbólicamente sinónimo de la propia cultura religiosa canaria, conjuntamente con la Virgen de Candelaria, patrona del archipiélago. De hecho, de entre los santos canonizados, el Santo Hermano Pedro es el que usualmente suele usarse para representar al conjunto del archipiélago canario. Esto ha provocado que en época reciente haya sido propuesto por distintas autoridades políticas y religiosas como compatrono o patrono secundario de las Islas Canarias.
A todo esto contribuye también la identificación del santo con el pasado aborigen del archipiélago canario, al ser él mismo descendiente del pueblo originario aborigen y su vinculación a diversas actividades propias del pueblo guanche, como la trashumancia de costa a cumbre. Entre los elementos iconográficos que lo definen en el santoral católico está la lanza de pastor canario, que también tiene su origen en el pueblo aborigen de las islas. Todos estos elementos, entre otros, han convertido la figura de San Pedro de Betancur en uno de los principales símbolos de la identidad religiosa y cultural canaria.

## En la literatura
Durante el gobierno del capitán general Fernando de Altamirano y Velasco, conde de Santiago Calimaya (1654-1659) se produjeron serias disputas entre los principales criollos de la Ciudad de Santiago de los Caballeros de Guatemala, al mismo tiempo que el Hermano Pedro se dedicaba a su labor monástica. El escritor guatemalteco José Milla y Vidaurre escribió su novela Los Nazarenos basado en las disputas entre los criollos y en el personaje del Hermano Pedro.
En Tenerife, el investigador Nelson Díaz Frías, publicó en 2010 el libro El Santo Hermano Pedro de Betancurt y su familia el cual es un estudio sobre los antepasados de esta figura nacida en Vilaflor en 1626.

## Patronazgos
A continuación se resumen los patronazgos y distinciones más importantes otorgadas al Santo Hermano Pedro:
- Debido a que es el primer santo canario y de Guatemala, y por la gran devoción que se le profesa en estas dos regiones del mundo, el hermano Pedro es popularmente considerado como copatrono de las Islas Canarias y Guatemala.

- Es el patrono de los catequistas de Guatemala.[30]

- Alcalde Honorario de los municipios de la Comarca sur de Tenerife; Adeje, Arico, Arona, Candelaria, Fasnia, Granadilla de Abona, Guía de Isora, San Miguel de Abona, Santiago del Teide y Vilaflor.[31]

- Alcalde Honorario y Perpetuo de la Antigua Guatemala.[32]

- Patrón del Folclore Canario.[33]

- Medalla de la Orden del Quetzal en grado de Gran Oficial en 2006. Para la ceremonia de dicha condecoración, estuvo presente Óscar Berger, presidente de la República de Guatemala.[34]

- Patrón de los taxistas de los municipios de Adeje[35] y Granadilla de Abona,[36] en Tenerife.

- Patrono de los que no tienen hogar.

- Patrono de los servidores de enfermos o servidores de salud.[5]

- Patrón de Cabo-Llanos (Santa Cruz de Tenerife).

- Patrono de Llano del Moro (El Rosario, Tenerife).

- Patrono de Tamaide (Santa Úrsula, Tenerife).

- Patrón de Las Retamas (Santa Cruz de Tenerife).

- Patrón de Llano de Piedras (Panamá).[37]

- Patrono de Igualero (Vallehermoso, La Gomera).[38]